# Barbara Mayr
Barbara Theresia Mayr (*  17. Februar 1968 in Murnau am Staffelsee) ist eine deutsche Jazzsängerin.

## Werdegang
Mayr erhielt zunächst Gesangsunterricht; eine Ausbildung an der Neuen Jazzschool München schloss sich an; sie besuchte Workshops bei Sandy Patton und Norbert Gottschalk und eine Masterclass für Jazz- und Popchor an der Bundesakademie für musikalische Jugendbildung in Trossingen. Am Richard-Strauss-Konservatorium München schloss sie mit der Staatlichen Musikreife ab.
Mayr trat mit dem Jazz-Projekt On a Clear Day und mit Just Friends auf und gründete ihr eigenes  Jazz-Trio. Daneben war sie auf Tourneen mit den Mundart-Formationen Raida-Singers, Raida-Gang und Trio della Comedia und trat mit der der Soulband Soulhouse auf. Im Musical Funkarella spielte sie die Rolle der „Grandma“. Weiterhin war sie auf Tourneen mit Max Neissendorfer, arbeitete mit Larry Porter und leistete Chorarbeit mit dem Gospelchor Jabulani (mit dem sie zwei Alben veröffentlichte), mit Gospel 5 sowie Ladies Talk. Mayr lehrt an der Neuen Jazzschool München.

## Diskographische Hinweise
- Imagine (moderntunemusic 2013, mit Evan Tate, Chris Weller, Jürgen Junggeburth, Florian Oppenrieder, sowie Peter Tuscher, Johannes Enders, Alex Czinke, Gerhard Kraus)
- German Songbook (Enja 2007, mit Larry Porter, Peter Tuscher, Andreas Kurz, Florian Oppenrieder)
- Larry Porter Songs featuring Barbara Mayr (organic music 2004, mit Thomas Stabenow John Hollenbeck)
- Max Neissendorfer heartbeat – herzflimmern (Balance Munich 1998)